# Libgcrypt
 (octobre 2012).
Libgcrypt est une bibliothèque de cryptographie développée par Werner Koch en tant que module séparé de GnuPG. Elle peut également être utilisée indépendamment de GnuPG.
Libgcrypt fournit des fonctions pour toutes les briques technologiques cryptographiques : cryptographie symétrique (AES, DES, 3DES, Blowfish, CAST5, Twofish, Arcfour, Serpent, Camellia, SEED (décrit par la RFC 4269), fonctions de hachage (MD4, MD5, RIPEMD-160, SHA-1, SHA-256, SHA-224, SHA-384, SHA-512, HAVAL, Tiger-192 utilisée par GnuPG ≤ 1.3.2, Tiger, et TIGER2), MACs (HMAC pour tous les algorithmes de hachage) et cryptographie asymétrique (RSA, ElGamal, DSA, ECDSA).
Libgcrypt dispose de sa propre implémentation de l'arithmétique multiprécision, avec des implémentations pour plusieurs processeurs, parmi lesquels Alpha, AMD64, HP PA-RISC, i386, i586, m68k, mips3, PowerPC, et SPARC.